# Seconda lettera ai Tessalonicesi
La Seconda lettera ai Tessalonicesi è uno dei testi che compongono il Nuovo Testamento. Appartiene al corpus delle lettere paoline, cioè tradizionalmente attribuite a Paolo di Tarso, ed è indirizzata alla Chiesa di Tessalonica. È detta «Seconda» per distinguerla dalla Prima lettera ai Tessalonicesi, anch'essa inserita nel canone biblico.
Secondo la tradizione, la lettera fu scritta dall'apostolo mentre si trovava a Corinto durante il suo primo viaggio in Europa, verso il 50; non potendo tornare a Tessalonica inviò il suo discepolo Timoteo per confortare i credenti e portare loro sue notizie.
La paternità della lettera è dibattuta in ambito accademico. I critici biblici sono equamente divisi fra quanti sostengono l'autenticità e quanti sostengono che sia pseudoepigrafa, cioè scritta da qualcuno che non era Paolo. Questi ultimi datano la composizione della lettera tra la fine del I e l'inizio del II secolo.

## Autenticità e datazione
L'autenticità della lettera è oggetto di dibattito tra gli studiosi. Ernest Best illustra il problema nel modo seguente: 
(Ernest Best, The First and Second Epistles to the Thessalonians, New York: Harper and Row, 1972, p. 37)
Per la datazione della lettera si spazia quindi dal 50, proposto da chi sostiene l'autenticità paolina dello scritto, a un periodo più vasto, compreso tra gli ultimi due decenni del I secolo e il 130-135 (anni in cui fu inclusa nel canone di Marcione), sostenuto dai fautori della tesi pseudoepigrafica, che si orientano di preferenza al primo quarto del II secolo.
In generale tra gli studiosi, dopo un periodo in cui si propendeva per l'inautenticità, sembra comunque ora prevalere l'orientamento a riconoscere l'effettiva paternità paolina della lettera, anche se recentemente "la maggior parte degli studiosi ritiene [che le lettere Colossesi, Efesini e Seconda Tessalonicesi] siano state scritte da un secondo Paolo, un autore o, meglio, tre autori posteriori a Paolo e profondamente influenzati dai suoi insegnamenti".

### A favore dell'autenticità
Benché l'attribuzione a Paolo della Seconda ai Tessalonicesi sia stata messa in dubbio più frequentemente dell'attribuzione della Prima lettera, negli antichi scrittori cristiani si trovano più prove per l'attribuzione della Seconda ai Tessalonicesi che per la Prima ai Tessalonicesi. L'epistola era compresa nel canone di Marcione e nel Canone muratoriano; è menzionata da Ireneo di Lione e citata da Ignazio di Antiochia, Giustino e Policarpo.
G. Milligan ha osservato che una Chiesa in possesso di un'autentica lettera di Paolo accetterebbe poco probabilmente di riceverne una falsa. Così anche Colin Nicholl che secondo Oakes avrebbe avanzato un argomento sostanziale per l'autenticità della Seconda ai Tessalonicesi, mettendo in luce che «la visione pseudoepigrafica è... più vulnerabile di quanto ammettano i suoi sostenitori. ... La mancanza di consenso riguardo alla datazione e alla destinazione ... riflette un dilemma per questa posizione: da un lato, la datazione dev'essere antica abbastanza per essere stata considerata paolina ... dall'altro, la datazione e la destinazione debbono essere tali che l'autore [pseudoepigrafo] possa essere fiducioso che nessun contemporaneo della Prima ai Tessalonicesi ... possa aver riconosciuto la Seconda ai Tessalonicesi come un ... falso».
Un altro studioso che sostiene l'autenticità della lettera è Jerome Murphy-O'Connor. Pur ammettendo che ci siano divergenze stilistiche fra la Seconda ai Tessalonicesi e la Prima ai Tessalonicesi, addebita parte del problema alla natura composita della Seconda ai Tessalonicesi (Murphy-O'Connor è uno dei molti studiosi che sostiene che il testo attuale della Seconda ai Tessalonicesi sia il prodotto dell'unione di due o più lettere autentiche di Paolo). Dopo aver rimosso il testo della lettera interpolata e aver confrontato le due lettere, Murphy-O'Connor ritiene che l'obiezione stilistica sia "drasticamente indebolita", e conclude: «Gli argomenti contro l'autenticità della Seconda ai Tessalonicesi sono tanto deboli, che è preferibile accettare l'attribuzione tradizionale della lettera a Paolo».
I sostenitori dell'autenticità notano anche come l'autore abbia richiamato l'attenzione sulla paternità della lettera firmandola esplicitamente (3,17). Bruce Metzger scrive: «Paolo richiama l'attenzione sulla sua firma, che fu aggiunta di mano sua come garanzia di autenticità di ogni sua lettera»."
Altri studiosi che sostengono l'autenticità sono Beale, Green, Jones, Morris, e Witherington.

### Contrari all'autenticità
Almeno dal 1798, quando J.E.C. Schmidt pubblicò la sua opinione, l'attribuzione a Paolo è stata messa in dubbio. Sfide più recenti all'attribuzione tradizionale provennero all'inizio del XX secolo da studiosi quali William Wrede nel 1903 e Alfred Loisy nel 1933. Secondo Loisy si tratterebbe principalmente di «una dissertazione teologica sulle condizioni della seconda venuta. Non è scritta per l'istruzione di una comunità particolare, piuttosto ha lo scopo di dissipare il disagio generale del pensiero cristiano riguardo alla parusia, attesa con impazienza e continuamente posposta. [...] L'impegno profuso dall'autore alla fine (III, 17) nel dichiarare la propria firma genuina la rende ancor più sospetta».
Gli esegeti del cattolico "Nuovo Grande Commentario Biblico" sottolineano che "entro i primi tre decenni del secondo secolo la lettera fu accettata come paolina. La critica letteraria (principalmente tedesca) ha, in tempi recenti, la tendenza a considerare la 2Ts come uno scritto pseudoepigrafico, vale a dire uno scritto il cui autore fa appello all'autorità di Paolo per sostenere, contro gli ingannatori, delle tradizioni paoline, o altre autentiche tradizioni, circa la seconda venuta di Cristo. L'evidenza letteraria intrinseca, presa non soltanto in termini cumulativi, ma anche con attenzione alla composizione completa dell'intera lettera, fa decisamente propendere in favore della pseudonimia. [...] Perfino l'enfasi teologica su Cristo come Signore (kýrios) invece che sul Padre (ho theós) in quanto sorgente di una data azione o della benedizione e l'ordine della benedizione in 2Ts2,16 parlano in favore di una stesura della lettera avvenuta una o due generazioni dopo il tempo di Paolo. Per di più, sebbene l'escatologia emerga come un tema principale in entrambe le lettere, esso è trattato in maniera diversa in ciascuna. [...] Infine, contrariamente alle lettere paoline (perfino 1Ts4,14; 5,10; cf. 1,6; 2,15), in 2Ts si registra una strana assenza della lucida consapevolezza della «teologia della croce». Perfino quando richiama gli insegnamenti più basilari, il tono di 2Ts (2,5 ; cf. 1Ts1,5; 2,5) manca del vigore paolino"; anche in merito al finale della lettera, "i saluti piuttosto esuberanti, caratteristici delle lettere di Paolo (ad eccezione, comprensibilmente, di Galati), qui sono vistosamente assenti".
Molti studiosi del Nuovo Testamento ritengono che la Seconda lettera ai Tessalonicesi non sia autentica, che non sia, cioè, una lettera scritta da Paolo di Tarso, ma da uno dei suoi discepoli, che avrebbe inteso riportare quello che credeva potesse essere il messaggio paolino; tra gli studiosi che sostengono la pseudoepigrafia vi sono Ehrman, Gaventa, Smiles, Schnelle, Boring, e Kelly. In Italia, Penna è orientato ad attribuire la lettera a discepoli posteriori, nell'ambito di una "scuola paolina" o comunque di una tradizione che si richiama all'apostolo.
I sostenitori della pseudoepigrafia ritengono che la Prima lettera ai Tessalonicesi e la Seconda siano molto simili tra loro, ma al contempo molto differenti, in quanto contenenti due visioni teologiche divergenti, specie riguardo all'escatologia. Nella Prima lettera, Paolo parla della parusia, la seconda venuta apocalittica di Gesù alla fine dei tempi, come di un evento imminente, che dovrebbe accadere prima della morte dell'apostolo (1 Tes, 4,15: «noi che viviamo e saremo ancora in vita per la venuta del Signore, non avremo alcun vantaggio su quelli che sono morti»); al contrario nella Seconda lettera ai Tessalonicesi sono esposti tutta una serie di eventi che devono avvenire prima della parusia, rimandandola a tutti gli effetti in là nel tempo (2 Tes, 2,3-12).
Altra differenza di tono è quella relativa alla visione delle persecuzioni. Nella Seconda lettera viene esposta l'idea che alla fine dei tempi Dio premierà coloro che hanno sofferto nel suo nome e perseguirà i loro persecutori (2 Tes, 1,5-10); si tratta di una problematica non appartenente ai temi paolini, ma peculiare della generazione a lui successiva, con riferimenti nell'Apocalisse di Giovanni (16,5-7 e 19,2).
I sostenitori della non autenticità della lettera ritengono inoltre che la cristologia della Seconda lettera sia più avanzata di quella della Prima, presentando in particolare un'evoluzione della figura di Cristo, che assume attributi e funzioni che in Paolo sono peculiari di Dio.
Questi studiosi sostengono dunque che la Seconda lettera ai Tessalonicesi non sia altro che un'imitazione della Prima scritta in epoca successiva per affrontare temi che erano sorti successivamente alla predicazione paolina, in particolare aggiornando la descrizione della parusia (attesa ormai da troppo tempo, ben oltre le previsioni), formulando una risposta al problema delle persecuzioni e presentando un'evoluzione della cristologia.
Ci sono altri indizi che indurrebbero a ritenere la lettera pseudoepigrafica. Il testo della Seconda lettera ai Tessalonicesi presenta diciassette espressioni che sono assenti dal resto del Nuovo Testamento; a differenza delle altre lettere paoline manca di formulazioni antitetiche e della struttura della diatriba; pare una composizione teologica dal tema ben definito e delimitato, invece di presentare lo stile vivace di Paolo. In generale, «le idee, le parole e le espressioni tipiche puntano ad una situazione maggiormente sviluppata della dottrina e delle forme della vita cristiana rispetto a quanto esposto in 1 Tessalonicesi e in tutte le altre lettere chiaramente paoline».

## Sinossi

### Capitolo I
Paolo saluta i Tessalonicesi, li elogia per la loro fede esemplare (vv.3-5) e prefigura la rovina eterna (v.9) di quanti "non obbediscono al vangelo del Signore nostro Gesù", del quale (v.10) si auspica l'imminente parusia (seconda venuta nella gloria).

### Capitolo II
Si parla dell'apostasia futura (v.3) che precederà la parusia. Allora si rivelerà l'Anticristo, l'uomo iniquo, figlio della perdizione... che siederà sul tempio di Dio additando se stesso come Dio (vv.3-4). Si introduce anche il difficile concetto del katechon (vv.6-12), ossia di ciò che per il momento trattiene (v.7) la manifestazione del mistero di iniquità. Ma per Paolo i Tessalonicesi sono primizia di salvezza (v.13) attraverso l'opera dello Spirito e la fede nella verità: egli formula una preghiera (vv.16-17) affinché Gesù e il Padre confortino e confermino i loro cuori nel bene.

### Capitolo III
Paolo ammonisce infine a tenersi lontano da chi si comporta in maniera indisciplinata e non secondo la tradizione che ha ricevuto da noi (v.6),
(3, 10)
Costoro invece vivono disordinatamente, senza far nulla e in continua agitazione (v.11). L'apostolo invita dunque ad evitare chi fa così. Non trattatelo però come un nemico, ma ammonitelo come un fratello (v.15). Nell'insegnamento di Paolo la carità ha sempre il primo posto (si veda Prima lettera ai Corinzi, capitolo 13).
L'apostolo conclude la sua lettera con il saluto passato anche nella liturgia della Messa:
(Seconda lettera ai Tessalonicesi, 3,10)

## Somiglianze con i manoscritti non biblici di Qumran
Nel Commentario ad Abacuc II 1-3, datato con il metodo del carbonio-14 tra il 104 a.C. ed il 43 a.C., troviamo:
(L. Moraldi, cur, Manoscritti di Qumran)
Mentre nella Seconda lettera ai Tessalonicesi:
(Seconda lettera ai Tessalonicesi, 2,11-12)

### Riferimenti
1. ↑  Antonio Piñero, Los apocalipsis, Madrid 2007, p. 203, ISBN 84-414-1889-6
2. 1 2  Alfred Loisy, The Birth of the Christian Religion, pp. 20-21, citato in Kirby.
3. ↑  Piero Stefani, La Bibbia, Il Mulino, Bologna, 2004 (p. 71 ed. 2009).
4. ↑  Bart Ehrman, Il Nuovo Testamento, Carocci Editore, 2015, pp. 281, 402-405, ISBN 978-88-430-7821-9.
5. ↑  Leon Morris. Concordia NIV Study Bible. ed. Hoerber, Robert G. St. Lous: Concordia Publishing House, p. 1840.
6. ↑  Guthrie, Donald (1990). New Testament Introduction. Hazell Books. p. 593
7. ↑  G. Milligan, Saint Paul's Epistles to the Thessalonians (1908) vi, ix, p448.
8. ↑  Nicholl, CR, (2004), From Hope to Despair in Thessalonica, Cambridge University Press, ISBN 978-0-521-83142-0
9. ↑  pp. 5-6
10. ↑  Murphy-O'Connor, Paul: A critical life (Oxford: Clarendon Press, 1996), p. 111
11. ↑   2Ts 3,17, su La Parola - La Sacra Bibbia in italiano in Internet.
12. ↑  Metzger, Bruce M. (2003). The New Testament: Its Background, Growth, & Content. 3rd ed. Nashville: Abingdon, p. 255.
13. ↑  Beale,GK, 1–2 Thessalonians, IVP New Testament Series, Leicester: InterVarsity Press, 2003, ISBN 0-85111-686-8
14. ↑  Green, Gene L, The Letters to the Thessalonians: The Pillar New Testament Commentary, Eerdmans/Apollos, 2002, (Eerdmans) ISBN 0-8028-3738-7 /(Apollos) ISBN 0-85111-781-3
15. ↑  Jones, Ivor H, The Epistles to the Thessalonians, Peterborough: Epworth Press, 2005, ISBN 0-7162-0595-5
16. ↑  Morris, Leon, The First and Second Epistles to the Thessalonians, Grand Rapids: Eerdmans, rev.edn, 1991, ISBN 0-8028-2168-5
17. ↑  Witherington III, B, (2006), 1 and 2 Thessalonians: A Socio-Rhetorical Commentary, Grand Rapids,MI: Eerdmans, ISBN 0-8028-2836-1
18. ↑  J. E. C. Schmidt, Vermutungen über die beiden Briefen der Thessalonicher, Hadamar 1798.
19. ↑  Ernest Best, The First and Second Epistles to the Thessalonians, New York: Harper and Row, 1972, p. 50,
20. ↑  William Wrede, Die Echtheit des zweiten Thessalonicherbriefes untersucht, Leipzig 1903
21. ↑  Alfred Loisy, La Naissance du Christianisme, 1933 (vedi l'edizione inglese The Birth of the Christian Religion, University Books, New York 1962, pp. 20-21)
22. ↑  Bart Ehrman, The Orthodox Corruption of Scripture, p. 23, citato in Kirby.
23. ↑  Ehrman, Bart D. (2004). The New Testament: A Historical Introduction to the Early Christian Writings. New York: Oxford, p. 385
24. ↑  Beverly Roberts Gaventa, First and Second Thessalonians, Westminster John Knox Press, 1998, p. 93
25. ↑  Vincent M. Smiles, First Thessalonians, Philippians, Second Thessalonians, Colossians, Ephesians, Liturgical Press, 2005, p.53
26. ↑  Udo Schnelle, tradotto in inglese da M. Eugene Boring, The History and Theology of the New Testament Writings (Minneapolis: Fortress Press, 1998), pp. 315-325
27. ↑  M. Eugene Boring, Fred B. Craddock, The People's New Testament Commentary, Westminster John Knox Press, 2004 p 652
28. ↑  Joseph Francis Kelly, An Introduction to the New Testament for Catholics, Liturgical Press, 2006 p.32
29. ↑  Romano Penna, Prefazione in Le lettere di Paolo, EDB, 2009
30. ↑   1Tes 4,15, su La Parola - La Sacra Bibbia in italiano in Internet.
31. ↑   2Tes 2,3-12, su La Parola - La Sacra Bibbia in italiano in Internet.
32. ↑   2Tes 1,5-10, su La Parola - La Sacra Bibbia in italiano in Internet.
33. ↑   Ap 16,5-7, su La Parola - La Sacra Bibbia in italiano in Internet.
34. ↑   Ap 19,2, su La Parola - La Sacra Bibbia in italiano in Internet.
35. ↑  Norman Perrin, The New Testament: An Introduction, pp. 119-120, citato in Kirby.
36. ↑  Udo Schnelle, The History and Theology of the New Testament Writings, p. 317, citato in Kirby.
37. ↑   1Cor 13, su La Parola - La Sacra Bibbia in italiano in Internet.
38. ↑   A. J. Timothy Jull, Douglas J. Donahue, Magen Broshi, Emanuel Tov, Radiocarbon Dating of Scrolls and Linen Fragments from the Judean Desert (PDF), Radiocarbon (Vol. 37), 1995,  pp. 11-19. URL consultato il 27 gennaio 2007 (archiviato dall'url originale l'11 gennaio 2012).